# Минск (авионосен крайцер, 1975)
„Минск“ е тежък авионосен крайцер от Черноморския и Тихоокеанския флот (ВМФ на СССР), а по-късно от Черноморския флот (ВМФ на Русия). Регистриран като войскова част 69133.
Кораб от проекта 1143.2. Разработен е в Невското проектно-конструкторско бюро под ръководството на главния конструктор А. В. Маринич. Вторият кораб в серията, със заводски № 102. При строителството му е отчетен опитът от построяването на ТАКР „Киев“ и са отменени редица ограничения на главния конструктор, в частност по спусковото му тегло.

## История
На 28 март 1972 г. е зачислен в списъците на корабите от ВМФ на СССР и на 28 декември е заложен в Черноморския корабостроителен завод №444 в Николаев.
На 30 септември 1975 г. корабът е спуснат на вода, като за разлика от ТАКР „Киев“ е с напълно монтирана по височина надстройка.
От 15 октомври 1977 до 18 февруари 1978 г. преминава швартовни изпитания. На 19 февруари за първи път на него е вдигнат Военноморският флаг на СССР. На 21 февруари корабът отплава за Севастопол, където след 3 дена започват заводските ходови изпитания. На 5 май започват държавните приемни изпитания.
На 27 септември 1978 г. корабът влиза в строй и е временно зачислен в състава на 30-а дивизия противолодъчни кораби на Червенознаменния Черноморски флот. През ноември 1978 г. е включен в състава на Тихоокеанския флот.
На 13 януари 1979 г. е включен в състава на 175-а бригада ракетни кораби на Червенознаменния Тихоокеански флот.
В периода февруари – юли 1979 г. корабът извършва преход от Севастопол около Африка към Владивосток с посещения в Луанда, Мапуту, Порт Луи, Аден.
През есента на 1980 г. извършва боен поход до порт Камран, Виетнам.
По време на походи на бойната служба ТАКР „Минск“ посещава с визита Мумбай през декември 1982 г. и Уънсан през юли 1986 г.
В периода 1986 – 1988 г. като старши помощник на командира на кораба ТАКР „Минск“ служи Владимир Висоцки, бъдещ адмирал и главнокомандващ на ВМФ на Русия.
От началото на 1991 г. започва подготовката на ТАКР „Минск“ за преход до Черноморския корабостроителен завод в Николаев за неотложен среден ремонт, който така и не е извършен.
През 1993 г. е взето решение за разоръжаването на кораба, изключването му от състава на ВМФ на Русия и предаването му в ОФИ за демонтаж и реализация. През август 1994 г. след тържественото спускане на Андреевския флаг екипажът на кораба е разформирован.
Корабът е отбуксиран в Южна Корея за разкомплектоване на неговия корпус за металолом в края на 1995 г. 
По-късно корабът е препродаден в Шънджън на китайската компания Minsk Aircraft Carrier Industry Co Ltd. През 2006 г., когато компанията банкрутира, кораб попада във военния парк Minsk World в Шънджън.
На 22 март 2006 г. корабът е изнесен за продан на търг, но не се намират купувачи. На 31 май 2006 г. корабът отново е на търг и е продаден за 128 милиона юана.
До февруари 2016 г. тематичният парк Minsk World, създаден на базата на кораба, се намира в Шънджън. След това паркът е закрит, а корабът е отбуксиран в Чжоушан за ремонт с цел да бъде преместен в нов тематичен парк в Нантун.